# Stéphane Peterhansel
Stéphane Peterhansel   (Échenoz-la-Méline, 6 d'agost de 1965) és un pilot de ral·lis francès. Al món de les curses se'l coneix com a Monsieur Dakar pel seu domini del Ral·li Dakar, una prova de la qual té el rècord de victòries amb un total de 14. La temporada del 2018 era un dels pilots oficials de l'equip Peugeot Total.
A banda dels raids, Peterhansel ha destacat en la modalitat de l'enduro, arribant a ser-ne 11 vegades Campió de França des del 1984 i 2 vegades Campió del Món (els anys 1997 i 2001). El 2021 va guanyar a Elba l'Enduro Vintage Trophy fent equip amb Laurent Charbonnel i Thierry Viardot.

## Trajectòria als raids
Peterhansel va debutar al Ral·li París-Dakar el 1988 en la categoria de motos amb Yamaha i va guanyar la prova els anys 1991, 1992, 1993, 1995, 1997 i 1998. El 1999 va passar a la categoria de cotxes, unint-se a l'equip de fàbrica de Mitsubishi el 2003. Peterhansel va guanyar el Dakar per a la marca japonesa els anys 2004, 2005 i 2007, i va aconseguir les seves desena i onzena victòries a la prova els anys 2012 i 2013 amb un Mini Countryman preparat per X-Raid. Aquest èxit el va convertir en el competidor més reeixit de la història del Ral·li Dakar.
El 2014 Stéphane Peterhansel encapçalava el Dakar a la seva fase final, però va rebre l'ordre polèmica de permetre que el seu company d'equip, Nani Roma, l'avancés i guanyés, cosa que el va fer acabar en segona posició final. El 2015 es va incorporar a Peugeot, l'any en què el fabricant francès tornava a competir al Dakar per primera vegada des del 1990. Va aconseguir les seves dotzena i tretzena victòries a la prova el 2016 i el 2017. La catorzena va arribar el 2021.
Des del seu pas als automòbils el 1999 fins al 2018, el copilot de Stéphane Peterhansel al Ral·li Dakar va ser Jean-Paul Cottret. Des de la Baja Portalegre 500 del 2018, Peterhansel i Cyril Despres han canviat els seus respectius copilots, passant a ser David Castera el copilot de Peterhansel i Cottret el de Despres. A banda, Peterhansel va competir també al Ral·li del Marroc el 2018 amb un Yamaha YXZ en la categoria UTV amb la seva dona Andrea Mayer com a copilot.

## Palmarès als raids

### Ral·li Dakar
| Any  | Classe                                                         | Vehicle                                                        | Posició                                                        | Victòries d'etapa                                              |                     |
| ---- | -------------------------------------------------------------- | -------------------------------------------------------------- | -------------------------------------------------------------- | -------------------------------------------------------------- | ------------------- |
| 1988 | Moto                                                           | Yamaha                                                         | 18è                                                            | 1                                                              |                     |
| 1989 | Moto                                                           | Yamaha                                                         | 4t                                                             | 6                                                              |                     |
| 1990 | Moto                                                           | Yamaha                                                         | DSQ                                                            | 1                                                              |                     |
| 1991 | Moto                                                           | Yamaha                                                         | 1r                                                             | 1                                                              |                     |
| 1992 | Moto                                                           | Yamaha                                                         | 1r                                                             | 4                                                              |                     |
| 1993 | Moto                                                           | Yamaha                                                         | 1r                                                             | 3                                                              |                     |
| 1994 | No hi va participar                                            | No hi va participar                                            | No hi va participar                                            | No hi va participar                                            | No hi va participar |
| 1995 | Moto                                                           | Yamaha                                                         | 1r                                                             | 4                                                              |                     |
| 1996 | Moto                                                           | Yamaha                                                         | DNF                                                            | 3                                                              |                     |
| 1997 | Moto                                                           | Yamaha                                                         | 1r                                                             | 7                                                              |                     |
| 1998 | Moto                                                           | Yamaha                                                         | 1r                                                             | 3                                                              |                     |
| 1999 | Cotxe                                                          | Nissan                                                         | 7è                                                             | 0                                                              |                     |
| 2000 | Cotxe                                                          | Mega                                                           | 2n                                                             | 2                                                              |                     |
| 2001 | Cotxe                                                          | Nissan                                                         | 12è                                                            | 0                                                              |                     |
| 2002 | Cotxe                                                          | Nissan                                                         | DNF                                                            | 1                                                              |                     |
| 2003 | Cotxe                                                          | Mitsubishi                                                     | 3r                                                             | 6                                                              |                     |
| 2004 | Cotxe                                                          | Mitsubishi                                                     | 1r                                                             | 2                                                              |                     |
| 2005 | Cotxe                                                          | Mitsubishi                                                     | 1r                                                             | 4                                                              |                     |
| 2006 | Cotxe                                                          | Mitsubishi                                                     | 4t                                                             | 3                                                              |                     |
| 2007 | Cotxe                                                          | Mitsubishi                                                     | 1r                                                             | 0                                                              |                     |
| 2008 | Prova cancel·lada – substituïda pel Ral·li de l'Europa Central | Prova cancel·lada – substituïda pel Ral·li de l'Europa Central | Prova cancel·lada – substituïda pel Ral·li de l'Europa Central | Prova cancel·lada – substituïda pel Ral·li de l'Europa Central |                     |
| 2009 | Cotxe                                                          | Mitsubishi                                                     | DNF                                                            | 0                                                              |                     |
| 2010 | Cotxe                                                          | BMW                                                            | 4t                                                             | 4                                                              |                     |
| 2011 | Cotxe                                                          | BMW                                                            | 4t                                                             | 1                                                              |                     |
| 2012 | Cotxe                                                          | Mini                                                           | 1r                                                             | 3                                                              |                     |
| 2013 | Cotxe                                                          | Mini                                                           | 1r                                                             | 2                                                              |                     |
| 2014 | Cotxe                                                          | Mini                                                           | 2n                                                             | 4                                                              |                     |
| 2015 | Cotxe                                                          | Peugeot                                                        | 11è                                                            | 0                                                              |                     |
| 2016 | Cotxe                                                          | Peugeot                                                        | 1r                                                             | 3                                                              |                     |
| 2017 | Cotxe                                                          | Peugeot                                                        | 1r                                                             | 3                                                              |                     |
| 2018 | Cotxe                                                          | Peugeot                                                        | 4t                                                             | 3                                                              |                     |
| 2019 | Cotxe                                                          | Mini                                                           | DNF                                                            | 2                                                              |                     |
| 2020 | Cotxe                                                          | Mini                                                           | 3r                                                             | 4                                                              |                     |
| 2021 | Cotxe                                                          | Mini                                                           | 1r                                                             | 1                                                              |                     |

Notes
1. ↑  DSQ: Desqualificat
2. ↑  DNF: No va acabar, de l'anglès Did Not Finish

### Altres victòries

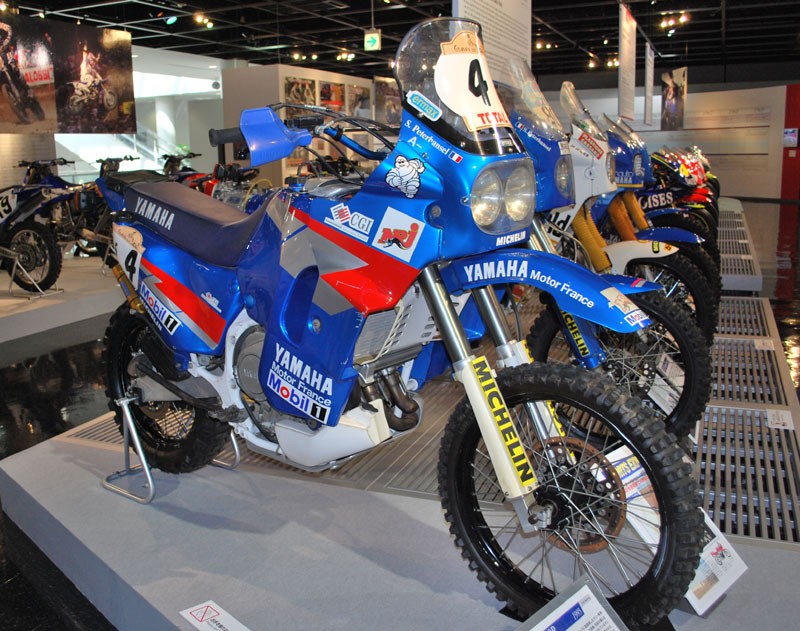
La Yamaha XTZ 850R que va pilotar Peterhansel el 1995

| Any  | Prova                                          |
| ---- | ---------------------------------------------- |
| 1992 | Ral·li París-Moscou-Beijing – Motocicleta      |
| 1996 | UAE Desert Challenge – Motocicleta             |
| 1998 | 24 Hores de Chamonix                           |
| 2002 | Ral·li de Tunísia                              |
| 2002 | UAE Desert Challenge – Cotxe                   |
| 2003 | UAE Desert Challenge – Cotxe                   |
| 2004 | Ral·li de Tunísia                              |
| 2004 | Ral·li del Marroc                              |
| 2005 | UAE Desert Challenge – Cotxe                   |
| 2007 | UAE Desert Challenge – Cotxe                   |
| 2019 | Abu Dhabi Desert Challenge – Cotxe             |
| 2019 | Copa del Món de Ral·lis Raid de la FIA – Cotxe |